# Сборная Северной Ирландии по футболу (до 17 лет)
Сборная Северной Ирландии по футболу до 17 лет — национальная футбольная команда, представляющая Северную Ирландию в международных юношеских турнирах. За неё имеют право выступать игроки возрастом 17 лет и младше. Сборная контролируется Ирландской футбольной ассоциацией. До 2001 года за сборную могли выступать игроки не старше 16 лет.
Сборная пять раз квалифицировалась на чемпионат Европы до 16 лет (1987, 1990, 1992, 1993 и 1997) и один раз — на чемпионат Европы до 17 лет (в 2004 году).
Кроме участия в чемпионатах Европы сборная регулярно проводит товарищеские матчи и участвует в различных региональных турнирах по всему миру.

## Статистика выступлений

### Чемпионат Европы до 17 лет
| Финальная стадия чемпионата Европы до 16 / до 17 лет | Финальная стадия чемпионата Европы до 16 / до 17 лет | Финальная стадия чемпионата Европы до 16 / до 17 лет | Финальная стадия чемпионата Европы до 16 / до 17 лет | Финальная стадия чемпионата Европы до 16 / до 17 лет | Финальная стадия чемпионата Европы до 16 / до 17 лет | Финальная стадия чемпионата Европы до 16 / до 17 лет | Финальная стадия чемпионата Европы до 16 / до 17 лет | Финальная стадия чемпионата Европы до 16 / до 17 лет |                | Квалификация к ЧЕ до 16 / до 17 лет | Квалификация к ЧЕ до 16 / до 17 лет | Квалификация к ЧЕ до 16 / до 17 лет | Квалификация к ЧЕ до 16 / до 17 лет | Квалификация к ЧЕ до 16 / до 17 лет | Квалификация к ЧЕ до 16 / до 17 лет | Квалификация к ЧЕ до 16 / до 17 лет |
| Год                                                  | Раунд                                                | И                                                    | В                                                    | Н*                                                   | П                                                    | МЗ                                                   | МП                                                   | РМ                                                   | И              | В                                   | Н*                                  | П                                   | МЗ                                  | МП                                  | РМ                                  |                                     |
| ---------------------------------------------------- | ---------------------------------------------------- | ---------------------------------------------------- | ---------------------------------------------------- | ---------------------------------------------------- | ---------------------------------------------------- | ---------------------------------------------------- | ---------------------------------------------------- | ---------------------------------------------------- | -------------- | ----------------------------------- | ----------------------------------- | ----------------------------------- | ----------------------------------- | ----------------------------------- | ----------------------------------- | ----------------------------------- |
| 1982                                                 | Не участвовала                                       | Не участвовала                                       | Не участвовала                                       | Не участвовала                                       | Не участвовала                                       | Не участвовала                                       | Не участвовала                                       | Не участвовала                                       | Не участвовала | Не участвовала                      | Не участвовала                      | Не участвовала                      | Не участвовала                      | Не участвовала                      | Не участвовала                      |                                     |
| 1984                                                 | Не участвовала                                       | Не участвовала                                       | Не участвовала                                       | Не участвовала                                       | Не участвовала                                       | Не участвовала                                       | Не участвовала                                       | Не участвовала                                       | Не участвовала | Не участвовала                      | Не участвовала                      | Не участвовала                      | Не участвовала                      | Не участвовала                      | Не участвовала                      |                                     |
| 1985                                                 | Не участвовала                                       | Не участвовала                                       | Не участвовала                                       | Не участвовала                                       | Не участвовала                                       | Не участвовала                                       | Не участвовала                                       | Не участвовала                                       | Не участвовала | Не участвовала                      | Не участвовала                      | Не участвовала                      | Не участвовала                      | Не участвовала                      | Не участвовала                      |                                     |
| 1986                                                 | Не квалифицировалась                                 | Не квалифицировалась                                 | Не квалифицировалась                                 | Не квалифицировалась                                 | Не квалифицировалась                                 | Не квалифицировалась                                 | Не квалифицировалась                                 | Не квалифицировалась                                 | 2              | 0                                   | 1                                   | 1                                   | 0                                   | 1                                   | –1                                  |                                     |
| 1987                                                 | Групповой этап                                       | 3                                                    | 0                                                    | 2                                                    | 1                                                    | 2                                                    | 3                                                    | –1                                                   | 2              | 1                                   | 0                                   | 1                                   | 1                                   | 1                                   | 0                                   |                                     |
| 1988                                                 | Не квалифицировалась                                 | Не квалифицировалась                                 | Не квалифицировалась                                 | Не квалифицировалась                                 | Не квалифицировалась                                 | Не квалифицировалась                                 | Не квалифицировалась                                 | Не квалифицировалась                                 | 2              | 0                                   | 1                                   | 1                                   | 0                                   | 2                                   | –2                                  |                                     |
| 1989                                                 | Не квалифицировалась                                 | Не квалифицировалась                                 | Не квалифицировалась                                 | Не квалифицировалась                                 | Не квалифицировалась                                 | Не квалифицировалась                                 | Не квалифицировалась                                 | Не квалифицировалась                                 | 2              | 0                                   | 1                                   | 1                                   | 1                                   | 3                                   | –2                                  |                                     |
| 1990                                                 | Групповой этап                                       | 3                                                    | 1                                                    | 0                                                    | 2                                                    | 3                                                    | 8                                                    | –5                                                   | 2              | 1                                   | 1                                   | 0                                   | 4                                   | 3                                   | +1                                  |                                     |
| 1991                                                 | Не квалифицировалась                                 | Не квалифицировалась                                 | Не квалифицировалась                                 | Не квалифицировалась                                 | Не квалифицировалась                                 | Не квалифицировалась                                 | Не квалифицировалась                                 | Не квалифицировалась                                 | 2              | 0                                   | 0                                   | 2                                   | 0                                   | 4                                   | –4                                  |                                     |
| 1992                                                 | Групповой этап                                       | 3                                                    | 0                                                    | 1                                                    | 2                                                    | 2                                                    | 6                                                    | –4                                                   | 2              | 1                                   | 0                                   | 1                                   | 3                                   | 3                                   | 0                                   |                                     |
| 1993                                                 | Групповой этап                                       | 3                                                    | 0                                                    | 1                                                    | 2                                                    | 3                                                    | 8                                                    | –5                                                   | 2              | 1                                   | 0                                   | 1                                   | 1                                   | 1                                   | 0                                   |                                     |
| 1994                                                 | Не квалифицировалась                                 | Не квалифицировалась                                 | Не квалифицировалась                                 | Не квалифицировалась                                 | Не квалифицировалась                                 | Не квалифицировалась                                 | Не квалифицировалась                                 | Не квалифицировалась                                 | 2              | 1                                   | 0                                   | 1                                   | 4                                   | 5                                   | –1                                  |                                     |
| 1995                                                 | Не квалифицировалась                                 | Не квалифицировалась                                 | Не квалифицировалась                                 | Не квалифицировалась                                 | Не квалифицировалась                                 | Не квалифицировалась                                 | Не квалифицировалась                                 | Не квалифицировалась                                 | 2              | 1                                   | 0                                   | 1                                   | 1                                   | 4                                   | –3                                  |                                     |
| 1996                                                 | Не квалифицировалась                                 | Не квалифицировалась                                 | Не квалифицировалась                                 | Не квалифицировалась                                 | Не квалифицировалась                                 | Не квалифицировалась                                 | Не квалифицировалась                                 | Не квалифицировалась                                 | 2              | 0                                   | 0                                   | 2                                   | 2                                   | 4                                   | –2                                  |                                     |
| 1997                                                 | Групповой этап                                       | 3                                                    | 1                                                    | 0                                                    | 2                                                    | 3                                                    | 4                                                    | –1                                                   | 2              | 2                                   | 0                                   | 0                                   | 8                                   | 2                                   | +6                                  |                                     |
| 1998                                                 | Не квалифицировалась                                 | Не квалифицировалась                                 | Не квалифицировалась                                 | Не квалифицировалась                                 | Не квалифицировалась                                 | Не квалифицировалась                                 | Не квалифицировалась                                 | Не квалифицировалась                                 | 2              | 1                                   | 1                                   | 0                                   | 1                                   | 0                                   | +1                                  |                                     |
| 1999                                                 | Не квалифицировалась                                 | Не квалифицировалась                                 | Не квалифицировалась                                 | Не квалифицировалась                                 | Не квалифицировалась                                 | Не квалифицировалась                                 | Не квалифицировалась                                 | Не квалифицировалась                                 | 4              | 1                                   | 1                                   | 2                                   | 2                                   | 4                                   | –2                                  |                                     |
| 2000                                                 | Не квалифицировалась                                 | Не квалифицировалась                                 | Не квалифицировалась                                 | Не квалифицировалась                                 | Не квалифицировалась                                 | Не квалифицировалась                                 | Не квалифицировалась                                 | Не квалифицировалась                                 | 2              | 0                                   | 1                                   | 1                                   | 0                                   | 2                                   | –2                                  |                                     |
| 2001                                                 | Не квалифицировалась                                 | Не квалифицировалась                                 | Не квалифицировалась                                 | Не квалифицировалась                                 | Не квалифицировалась                                 | Не квалифицировалась                                 | Не квалифицировалась                                 | Не квалифицировалась                                 | 2              | 0                                   | 1                                   | 1                                   | 1                                   | 3                                   | –2                                  |                                     |
| 2002                                                 | Не квалифицировалась                                 | Не квалифицировалась                                 | Не квалифицировалась                                 | Не квалифицировалась                                 | Не квалифицировалась                                 | Не квалифицировалась                                 | Не квалифицировалась                                 | Не квалифицировалась                                 | 4              | 0                                   | 0                                   | 4                                   | 4                                   | 11                                  | –7                                  |                                     |
| 2003                                                 | Не квалифицировалась                                 | Не квалифицировалась                                 | Не квалифицировалась                                 | Не квалифицировалась                                 | Не квалифицировалась                                 | Не квалифицировалась                                 | Не квалифицировалась                                 | Не квалифицировалась                                 | 6              | 3                                   | 1                                   | 2                                   | 4                                   | 4                                   | 0                                   |                                     |
| 2004                                                 | Групповой этап                                       | 3                                                    | 0                                                    | 0                                                    | 3                                                    | 3                                                    | 12                                                   | –9                                                   | 6              | 4                                   | 1                                   | 1                                   | 13                                  | 9                                   | +4                                  |                                     |
| 2005                                                 | Не квалифицировалась                                 | Не квалифицировалась                                 | Не квалифицировалась                                 | Не квалифицировалась                                 | Не квалифицировалась                                 | Не квалифицировалась                                 | Не квалифицировалась                                 | Не квалифицировалась                                 | 6              | 2                                   | 1                                   | 3                                   | 11                                  | 12                                  | –1                                  |                                     |
| 2006                                                 | Не квалифицировалась                                 | Не квалифицировалась                                 | Не квалифицировалась                                 | Не квалифицировалась                                 | Не квалифицировалась                                 | Не квалифицировалась                                 | Не квалифицировалась                                 | Не квалифицировалась                                 | 6              | 3                                   | 0                                   | 3                                   | 9                                   | 13                                  | –4                                  |                                     |
| 2007                                                 | Не квалифицировалась                                 | Не квалифицировалась                                 | Не квалифицировалась                                 | Не квалифицировалась                                 | Не квалифицировалась                                 | Не квалифицировалась                                 | Не квалифицировалась                                 | Не квалифицировалась                                 | 6              | 3                                   | 1                                   | 2                                   | 9                                   | 7                                   | +2                                  |                                     |
| 2008                                                 | Не квалифицировалась                                 | Не квалифицировалась                                 | Не квалифицировалась                                 | Не квалифицировалась                                 | Не квалифицировалась                                 | Не квалифицировалась                                 | Не квалифицировалась                                 | Не квалифицировалась                                 | 6              | 3                                   | 0                                   | 3                                   | 7                                   | 8                                   | –1                                  |                                     |
| 2009                                                 | Не квалифицировалась                                 | Не квалифицировалась                                 | Не квалифицировалась                                 | Не квалифицировалась                                 | Не квалифицировалась                                 | Не квалифицировалась                                 | Не квалифицировалась                                 | Не квалифицировалась                                 | 3              | 1                                   | 0                                   | 2                                   | 1                                   | 3                                   | –2                                  |                                     |
| 2010                                                 | Не квалифицировалась                                 | Не квалифицировалась                                 | Не квалифицировалась                                 | Не квалифицировалась                                 | Не квалифицировалась                                 | Не квалифицировалась                                 | Не квалифицировалась                                 | Не квалифицировалась                                 | 6              | 4                                   | 0                                   | 2                                   | 6                                   | 5                                   | +1                                  |                                     |
| 2011                                                 | Не квалифицировалась                                 | Не квалифицировалась                                 | Не квалифицировалась                                 | Не квалифицировалась                                 | Не квалифицировалась                                 | Не квалифицировалась                                 | Не квалифицировалась                                 | Не квалифицировалась                                 | 6              | 2                                   | 1                                   | 3                                   | 12                                  | 12                                  | 0                                   |                                     |
| 2012                                                 | Не квалифицировалась                                 | Не квалифицировалась                                 | Не квалифицировалась                                 | Не квалифицировалась                                 | Не квалифицировалась                                 | Не квалифицировалась                                 | Не квалифицировалась                                 | Не квалифицировалась                                 | 3              | 1                                   | 0                                   | 2                                   | 2                                   | 5                                   | –3                                  |                                     |
| 2013                                                 | Не квалифицировалась                                 | Не квалифицировалась                                 | Не квалифицировалась                                 | Не квалифицировалась                                 | Не квалифицировалась                                 | Не квалифицировалась                                 | Не квалифицировалась                                 | Не квалифицировалась                                 | 6              | 1                                   | 3                                   | 2                                   | 10                                  | 8                                   | +2                                  |                                     |
| 2014                                                 | Не квалифицировалась                                 | Не квалифицировалась                                 | Не квалифицировалась                                 | Не квалифицировалась                                 | Не квалифицировалась                                 | Не квалифицировалась                                 | Не квалифицировалась                                 | Не квалифицировалась                                 | 3              | 1                                   | 0                                   | 2                                   | 3                                   | 4                                   | –1                                  |                                     |
| 2015                                                 | Не квалифицировалась                                 | Не квалифицировалась                                 | Не квалифицировалась                                 | Не квалифицировалась                                 | Не квалифицировалась                                 | Не квалифицировалась                                 | Не квалифицировалась                                 | Не квалифицировалась                                 | 6              | 1                                   | 2                                   | 3                                   | 7                                   | 15                                  | –8                                  |                                     |
| 2016                                                 | Не квалифицировалась                                 | Не квалифицировалась                                 | Не квалифицировалась                                 | Не квалифицировалась                                 | Не квалифицировалась                                 | Не квалифицировалась                                 | Не квалифицировалась                                 | Не квалифицировалась                                 | 3              | 0                                   | 1                                   | 2                                   | 2                                   | 4                                   | –2                                  |                                     |
| 2017                                                 | Не квалифицировалась                                 | Не квалифицировалась                                 | Не квалифицировалась                                 | Не квалифицировалась                                 | Не квалифицировалась                                 | Не квалифицировалась                                 | Не квалифицировалась                                 | Не квалифицировалась                                 | 3              | 1                                   | 0                                   | 2                                   | 5                                   | 9                                   | –4                                  |                                     |
| 2018                                                 | Не квалифицировалась                                 | Не квалифицировалась                                 | Не квалифицировалась                                 | Не квалифицировалась                                 | Не квалифицировалась                                 | Не квалифицировалась                                 | Не квалифицировалась                                 | Не квалифицировалась                                 | 3              | 1                                   | 0                                   | 2                                   | 1                                   | 8                                   | –7                                  |                                     |
| 2019                                                 | Не квалифицировалась                                 | Не квалифицировалась                                 | Не квалифицировалась                                 | Не квалифицировалась                                 | Не квалифицировалась                                 | Не квалифицировалась                                 | Не квалифицировалась                                 | Не квалифицировалась                                 | 6              | 1                                   | 2                                   | 3                                   | 7                                   | 9                                   | –2                                  |                                     |
| 2020                                                 | Не квалифицировалась                                 | Не квалифицировалась                                 | Не квалифицировалась                                 | Не квалифицировалась                                 | Не квалифицировалась                                 | Не квалифицировалась                                 | Не квалифицировалась                                 | Не квалифицировалась                                 | 3              | 1                                   | 0                                   | 2                                   | 7                                   | 6                                   | +1                                  |                                     |
| Итого                                                | Групповой этап                                       | 18                                                   | 2                                                    | 4                                                    | 12                                                   | 16                                                   | 41                                                   | –25                                                  | 125            | 43                                  | 21                                  | 61                                  | 149                                 | 194                                 | –45                                 |                                     |

### Чемпионат мира до 17 лет
| Результаты выступлений на чемпионате мира до 16 / до 17 лет | Результаты выступлений на чемпионате мира до 16 / до 17 лет | Результаты выступлений на чемпионате мира до 16 / до 17 лет | Результаты выступлений на чемпионате мира до 16 / до 17 лет | Результаты выступлений на чемпионате мира до 16 / до 17 лет | Результаты выступлений на чемпионате мира до 16 / до 17 лет | Результаты выступлений на чемпионате мира до 16 / до 17 лет | Результаты выступлений на чемпионате мира до 16 / до 17 лет | Результаты выступлений на чемпионате мира до 16 / до 17 лет |
| Год                                                         | Раунд                                                       | И                                                           | В                                                           | Н*                                                          | П                                                           | МЗ                                                          | МП                                                          |                                                             |
| ----------------------------------------------------------- | ----------------------------------------------------------- | ----------------------------------------------------------- | ----------------------------------------------------------- | ----------------------------------------------------------- | ----------------------------------------------------------- | ----------------------------------------------------------- | ----------------------------------------------------------- | ----------------------------------------------------------- |
| 1985                                                        | Не участвовала                                              | Не участвовала                                              | Не участвовала                                              | Не участвовала                                              | Не участвовала                                              | Не участвовала                                              | Не участвовала                                              | Не участвовала                                              |
| 1987                                                        | Не квалифицировалась                                        | Не квалифицировалась                                        | Не квалифицировалась                                        | Не квалифицировалась                                        | Не квалифицировалась                                        | Не квалифицировалась                                        | Не квалифицировалась                                        | Не квалифицировалась                                        |
| 1989                                                        | Не квалифицировалась                                        | Не квалифицировалась                                        | Не квалифицировалась                                        | Не квалифицировалась                                        | Не квалифицировалась                                        | Не квалифицировалась                                        | Не квалифицировалась                                        | Не квалифицировалась                                        |
| 1991                                                        | Не квалифицировалась                                        | Не квалифицировалась                                        | Не квалифицировалась                                        | Не квалифицировалась                                        | Не квалифицировалась                                        | Не квалифицировалась                                        | Не квалифицировалась                                        | Не квалифицировалась                                        |
| 1993                                                        | Не квалифицировалась                                        | Не квалифицировалась                                        | Не квалифицировалась                                        | Не квалифицировалась                                        | Не квалифицировалась                                        | Не квалифицировалась                                        | Не квалифицировалась                                        | Не квалифицировалась                                        |
| 1995                                                        | Не квалифицировалась                                        | Не квалифицировалась                                        | Не квалифицировалась                                        | Не квалифицировалась                                        | Не квалифицировалась                                        | Не квалифицировалась                                        | Не квалифицировалась                                        | Не квалифицировалась                                        |
| 1997                                                        | Не квалифицировалась                                        | Не квалифицировалась                                        | Не квалифицировалась                                        | Не квалифицировалась                                        | Не квалифицировалась                                        | Не квалифицировалась                                        | Не квалифицировалась                                        | Не квалифицировалась                                        |
| 1999                                                        | Не квалифицировалась                                        | Не квалифицировалась                                        | Не квалифицировалась                                        | Не квалифицировалась                                        | Не квалифицировалась                                        | Не квалифицировалась                                        | Не квалифицировалась                                        | Не квалифицировалась                                        |
| 2001                                                        | Не квалифицировалась                                        | Не квалифицировалась                                        | Не квалифицировалась                                        | Не квалифицировалась                                        | Не квалифицировалась                                        | Не квалифицировалась                                        | Не квалифицировалась                                        | Не квалифицировалась                                        |
| 2003                                                        | Не квалифицировалась                                        | Не квалифицировалась                                        | Не квалифицировалась                                        | Не квалифицировалась                                        | Не квалифицировалась                                        | Не квалифицировалась                                        | Не квалифицировалась                                        | Не квалифицировалась                                        |
| 2005                                                        | Не квалифицировалась                                        | Не квалифицировалась                                        | Не квалифицировалась                                        | Не квалифицировалась                                        | Не квалифицировалась                                        | Не квалифицировалась                                        | Не квалифицировалась                                        | Не квалифицировалась                                        |
| 2007                                                        | Не квалифицировалась                                        | Не квалифицировалась                                        | Не квалифицировалась                                        | Не квалифицировалась                                        | Не квалифицировалась                                        | Не квалифицировалась                                        | Не квалифицировалась                                        | Не квалифицировалась                                        |
| 2009                                                        | Не квалифицировалась                                        | Не квалифицировалась                                        | Не квалифицировалась                                        | Не квалифицировалась                                        | Не квалифицировалась                                        | Не квалифицировалась                                        | Не квалифицировалась                                        | Не квалифицировалась                                        |
| 2011                                                        | Не квалифицировалась                                        | Не квалифицировалась                                        | Не квалифицировалась                                        | Не квалифицировалась                                        | Не квалифицировалась                                        | Не квалифицировалась                                        | Не квалифицировалась                                        | Не квалифицировалась                                        |
| 2013                                                        | Не квалифицировалась                                        | Не квалифицировалась                                        | Не квалифицировалась                                        | Не квалифицировалась                                        | Не квалифицировалась                                        | Не квалифицировалась                                        | Не квалифицировалась                                        | Не квалифицировалась                                        |
| 2015                                                        | Не квалифицировалась                                        | Не квалифицировалась                                        | Не квалифицировалась                                        | Не квалифицировалась                                        | Не квалифицировалась                                        | Не квалифицировалась                                        | Не квалифицировалась                                        | Не квалифицировалась                                        |
| 2017                                                        | Не квалифицировалась                                        | Не квалифицировалась                                        | Не квалифицировалась                                        | Не квалифицировалась                                        | Не квалифицировалась                                        | Не квалифицировалась                                        | Не квалифицировалась                                        | Не квалифицировалась                                        |
| 2019                                                        | Не квалифицировалась                                        | Не квалифицировалась                                        | Не квалифицировалась                                        | Не квалифицировалась                                        | Не квалифицировалась                                        | Не квалифицировалась                                        | Не квалифицировалась                                        | Не квалифицировалась                                        |
| 2021                                                        | Будет определено позднее                                    | Будет определено позднее                                    | Будет определено позднее                                    | Будет определено позднее                                    | Будет определено позднее                                    | Будет определено позднее                                    | Будет определено позднее                                    | Будет определено позднее                                    |